# Félix José Tavares de Lira
Félix José Tavares de Lira (? — ?) foi um político brasileiro.
Foi vice-presidente da província de Pernambuco, exercendo a presidência interinamente de 28 de setembro a 6 de dezembro de 1833.